# レッツ・ダンス
『レッツ・ダンス』（原題：Let's Dance）は、イギリスのミュージシャンであるデヴィッド・ボウイの14枚目のアルバム。1983年4月14日にEMIよりリリースされた。その後、1995年にヴァージン・レコードより再リリースされたと同時に、ボーナス・トラックとしてクイーンとの共演作「アンダー・プレッシャー」が収録されている。

## 解説
ナイル・ロジャースとの共同プロデュースで作られた、ダンサブルな楽曲を中心に構成されたアルバム。映画出演などの効果も相まって、全世界で爆発的なヒットを記録した。このヒットにより、それまで「メジャーなカルト」だったボウイが、メインストリームに押し上げられることとなった。また、シングルカットされた「レッツ・ダンス」や「チャイナ・ガール」も大ヒットを記録した。まだ無名だったブルース・ギタリスト、スティーヴィー・レイ・ヴォーンをリード・ギターに起用し、後の彼のブレイクのきっかけを作った。アルバム・リリース後、ヒットの勢いそのままに大規模なワールド・ツアー「シリアス・ムーンライト・ツアー」を展開した。英音楽誌NMEは、本作から「レッツ・ダンス」（6位）、「モダン・ラヴ」（8位）、「チャイナ・ガール」（27位）の3曲を「NMEが選ぶデヴィッド・ボウイの究極の名曲1〜40位」に選んでいる。

## 収録曲
| #  | タイトル                            | 作詞・作曲            | 時間 |
| -- | ----------------------------------- | --------------------- | ---- |
| 1. | 「モダン・ラヴ」(Modern Love)       | デヴィッド・ボウイ    | 4:46 |
| 2. | 「チャイナ・ガール」(China Girl)    | ボウイ イギー・ポップ | 5:32 |
| 3. | 「レッツ・ダンス」(Let's Dance)     | ボウイ                | 7:38 |
| 4. | 「ウィズアウト・ユー」(Without You) | ボウイ                | 3:08 |

| #         | タイトル                                 | 作詞・作曲                                                 | 時間  |
| --------- | ---------------------------------------- | ---------------------------------------------------------- | ----- |
| 5.        | 「リコシェ」(Ricochet)                   | ボウイ                                                     | 5:14  |
| 6.        | 「クリミナル・ワールド」(Criminal World) | ピーター・ゴドウィン ダンカン・ブラウン シーン・ライオンズ | 4:25  |
| 7.        | 「キャット・ピープル」(Cat People)       | 作詞：ボウイ 作曲：ジョルジオ・モロダー                    | 5:09  |
| 8.        | 「シェイク・イット」(Shake It)           | ボウイ                                                     | 3:49  |
| 合計時間: | 合計時間:                                | 合計時間:                                                  | 39:41 |

| #  | タイトル                                                         | 作詞・作曲                                                                           | 時間 |
| -- | ---------------------------------------------------------------- | ------------------------------------------------------------------------------------ | ---- |
| 9. | 「アンダー・プレッシャー」(Under Pressure (DAVID BOWIE & QUEEN)) | ボウイ フレディ・マーキュリー ロジャー・テイラー ジョン・ディーコン ブライアン・メイ | 3:56 |

## 曲解説

### A面
1. モダン・ラヴ - "Modern Love"
2. チャイナ・ガール - "China Girl"
3. レッツ・ダンス - "Let's Dance"
4. ウィズアウト・ユー - "Without You"

### B面
1. リコシェ - "Ricochet"
2. クリミナル・ワールド - "Criminal World"
3. キャット・ピープル - "Cat People (Putting Out Fire)"
4. シェイク・イット - "Shake It"

### ボーナストラック
1. アンダー・プレッシャー - "Under Pressure" （デヴィッド・ボウイ & クイーン）

## 参加ミュージシャン
- デヴィッド・ボウイ - リード・ボーカル
- ナイル・ロジャース - ギター
- スティーヴィー・レイ・ヴォーン - ギター
- カーマイン・ロジャス - ベース
- オマー・ハキム - ドラムス
- トニー・トンプソン - ドラムス
- ロブ・サビノ - キーボード
- マック・ゴールホン - トランペット
- ロバート・アローン - テナー・サックス、フルート
- サミー・フィゲロア - パーカッション
- バーナード・エドワーズ - ベース（「ウィズアウト・ユー」のみ）
- フランク・シムス - バッキング・ボーカル
- ジョージ・シムス - バッキング・ボーカル
- デヴィッド・スピナー - バッキング・ボーカル
- フレディ・マーキュリー - リード・ボーカル、バッキング・ボーカル、ピアノ、ハモンドオルガン、ハンドクラップ、フィンガースナップ（「アンダー・プレッシャー」のみ）
- ブライアン・メイ - ギター、ハンドクラップ、フィンガースナップ（「アンダー・プレッシャー」のみ）
- ロジャー・テイラー - ドラムス、バッキング・ボーカル、ハンドクラップ、フィンガースナップ（「アンダー・プレッシャー」のみ）
- ジョン・ディーコン - ベースギター、ハンドクラップ、フィンガースナップ（「アンダー・プレッシャー」のみ）